# وست کوست اکسپرس
وست کوست اکسپرس (انگلیسی: West Coast Express) یک راه‌آهن رفت‌وآمد است که به منطقهلوئر مین‌لند بریتیش کلمبیا، کانادا خدمات می‌دهد. در سال ۱۹۹۵ افتتاح شد، و ارتباطی بین مترو ونکوور و منطقه منطقه‌ای فریزر ولی ایجاد می‌کند و تنها راه‌آهن رفت‌وآمد در کانادای غربی است.
خدمات بین مرکز شهر ونکوور و شهرداری‌های پورت مودی، کوکیتلام، پورت کوکیتلام، پیت مدوز، میپل ریج، و میشن ارائه می‌شود. در طول مسیر آن، چندین ایستگاه با سیستم ریلی متروپولیتن اسکای‌ترین (ونکوور) و همچنین خدمات اتوبوس محلی تبادل می‌کنند. علاوه بر این، ایستگاه واترفرانت در مرکز شهر ونکوور اتصال به کشتی مسافربری سی باس را فراهم می‌کند.

## یادداشت ها
1. ↑  Represents a significant ridership decrease from prior years owing to the impact of the COVID-19 pandemic on public transport. For comparison, in 2019 annual boardings were 2,607,000.[۱]